# کانکو
کانکو (به ژاپنی: 寛弘 Kankō)؛ نام یک عصر تاریخی ژاپنی (نِنگُو) بود. این عصر بعد از  چوهو (دوره) و قبل از چووا قرار داشت و از ژوئیه ۱۰۰۴ تا دسامبر ۱۰۱۲ میلادی به طول انجامید. در طی این عصر امپراتور ایچیجو و امپراتور سانجو امپراتور ژاپن بودند.